# Casa dels Vettii
La Casa dels Vettii, o dels Vetis, és una de les residències luxoses més famoses de Pompeia, més aviat una domus que una vil·la romana. Es conserva, com la resta de la ciutat, gràcies a l'erupció del Vesuvi del 79. La casa rep aquest nom pels seus propietaris, dos lliberts afortunats: Aulus Vettius Conviva, també sacerdot august, i Aulus Vettius Restitutus, comerciants de vi. L'excavació ha conservat quasi tots els frescs dels murs, que s'havien conclòs després del greu terratrèmol de l'any 62, en l'estil que els historiadors anomenen «quart estil pompeià».

## Descripció
La Casa dels Vettii és en un carrer posterior, enfront d'una taverna. Es construí al voltant de dos centres oberts al cel, un atri poc lluminós, on passarien les visites, des d'un petit vestíbul fosc que donava a l'entrada del carrer, i més enllà —perpendicular a l'eix d'entrada— un peristil il·luminat pel sol, de columnes dòriques envoltat per tots els costats per un pòrtic decorat amb rics frescs, als quals s'obrien les estances més formals. Les habitacions del servei estan en un costat fora de l'atri, al voltant d'un petit atri propi. Els importants frescs decoratius animen el peristil i els espais habitables (oeci) i el triclini o menjador.
Al vestíbul d'entrada la pròspera imatge de Príap quasi a grandària real té una borsa curulla de monedes i una balança que sosté amb la mà. En tota la casa, la decoració està unificada pels fons negres de grans plafons de frescs, amb marcs «pompeians» roigs i grocs i imaginatius marcs arquitectònics. També destaquen els frisos amb amorets a la part inferior de les parets, per tal de protegir del mal d'ull i l'enveja dels qui entraren a la casa. A l'oecus, un fris a mitjana alçada, monocrom contra fons foscs, mostra putti i psiques dedicats a diversos oficis: vinicultura, orfebreria, perfumeria... L'habitació decorada més ricament és pràcticament una galeria pictòrica, amb artificis d'arquitectura. El pis superior no s'ha conservat.
El peristil s'hi disposà simètricament per a una elaborada demostració aquàtica. Tenia piques i fonts en què uns caps tallats rajaven aigua, i altres escultures, marbres de Bacus, sàtirs i Paris duien com a ofrena un xai, i tres bronzes de cupidos, cadascú portant una oca i raïm. Les estàtues estaven connectades a canonades de plom i expulsaven aigua.

## Galeria d'imatges

Plànol de la Casa dels Vettii
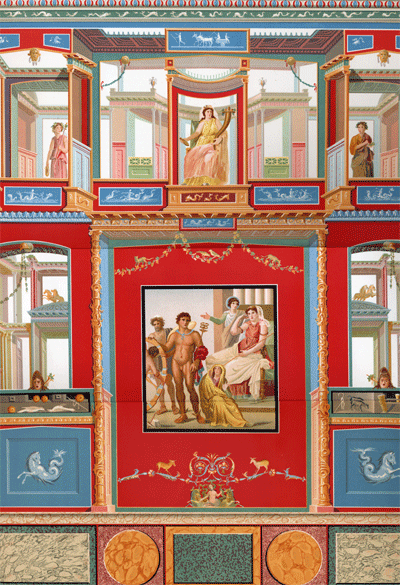
Pintures a l'«habitació d'Ixió»
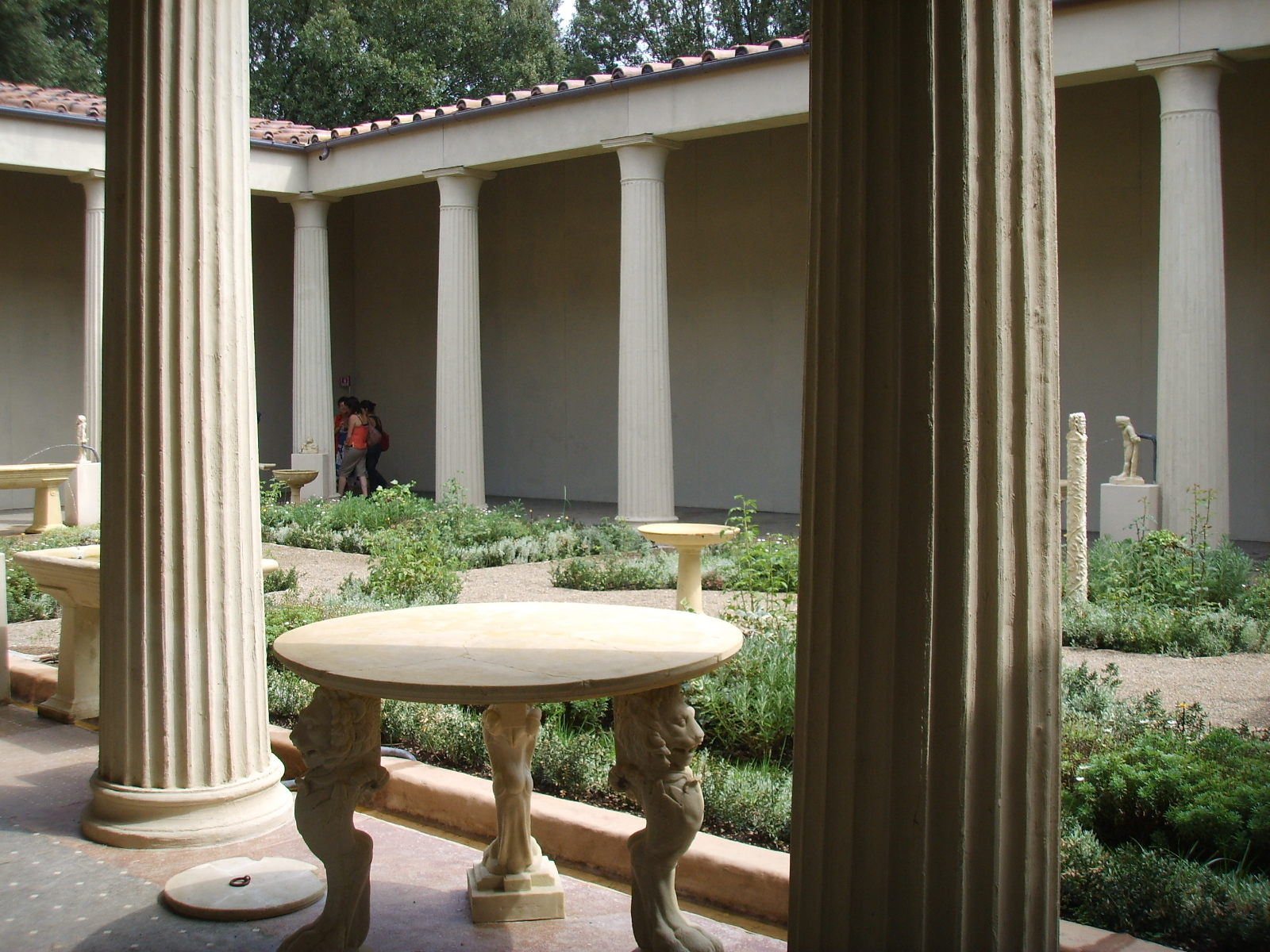
Reconstrucció del peristil (sense els frescs), feta per a la seua exhibició als jardins de Boboli, 2007